# Internationaal filmfestival van Noorwegen
Het Internationaal filmfestival van Noorwegen (Den norske filmfestivalen), ook wel filmfestival van Haugesund genoemd, is een Noors filmfestival dat sinds 1973 jaarlijks georganiseerd wordt. Het filmfestival wordt georganiseerd door Den norske filmfestivalen AS.

## Geschiedenis
Het filmfestival werd een eerste maal georganiseerd in 1973 in Drøbak. Het festival ging door op verschillende locaties door alvorens het in 1987 in Haugesund terechtkwam waar het sindsdien jaarlijks gehouden wordt.
De organisatie is in handen van Den norske filmfestivalen AS, een samenwerking tussen de beroepsvereniging Film & Kino (voorheen Kommunale Kinematografers Landsforbund, 67 % van de aandelen), de gemeente Haugesund (20%) en de Rogaland Fylkeskommune (13 %).
In 1985 werd voor de eerste maal de Amandaprisen uitgereikt. Het bronzen beeldje werd ontworpen door de Noorse beeldhouwer Kristian Kvakland. 
Kroonprins Haakon Magnus van Noorwegen is beschermheer van het festival en actrice Liv Ullmann is erevoorzitster.